# Spilosoma howra
Spilosoma howra là một loài bướm đêm thuộc phân họ Arctiinae, họ Erebidae.